# Sportcoupé
Sportcoupé ist eine nicht näher definierte und nicht geschützte Bezeichnung für Coupés oder Kombicoupés, die aus Limousinen der Mittelklasse oder kleinerer Klassen entwickelt wurden und sportlich ausgerichtet sind.
Typische Sportcoupés waren die von Ford Deutschland und Opel in Europa eingeführten Modelle Ford Capri und Opel Manta. Die Fahrzeuge sollten in – analog zum gesamten europäischen Fahrzeugangebot – verkleinerter Form die Idee der amerikanischen Pony Cars kopieren. Auf dem europäischen Markt reagierten andere Hersteller mit eigenen Sportcoupes auf diese Modelle (z. B. Toyota Celica, VW Scirocco). Diese Fahrzeuge sind mehr oder weniger direkt von Mittel- oder Kompaktklasse-Modellen der Hersteller abgeleitet. Sportcoupés sind meist stärker motorisiert als die Limousinen, von denen sie abgeleitet sind.
Typische Sportcoupes waren auch die zweitürigen Coupés von Alfa Romeo. Von der Giulietta Sprint aus dem Jahr 1954, bis zur Alfetta GTV, die bis 1986 gebaut wurde, gab es bei Alfa die jeweilige Mittelklasse auch als Coupé.
In den 1990er-Jahren wurden diese Sportcoupés von Modellen abgelöst, die eine völlig eigenständige, oftmals eher an Sportwagen erinnernde Karosserieform haben. Beispiele sind der VW Corrado und der Opel Calibra. Die Abgrenzung zum Sportwagen definiert sich bei diesen Modellen eher über die geringere Leistung; der Nutzwert ist oftmals gering.
In dieser Zeit gab es daneben einige Sportcoupés auf der Basis von Kleinwagen, wie etwa Fiat Coupé, Ford Puma oder Opel Tigra. Auch sie waren nach einer Generation wieder verschwunden.
Die wenigen heutigen Sportcoupés folgen zumeist eher dem Konzept der 1990er-Jahre. Ein dieser Kategorie zugeordneter Sonderling ist der Mazda RX-8, der zwar vier Türen hat, von denen aber die hinteren durch Design-Kunstgriffe nicht als solche zu erkennen sind.

## Beispiele
1960er

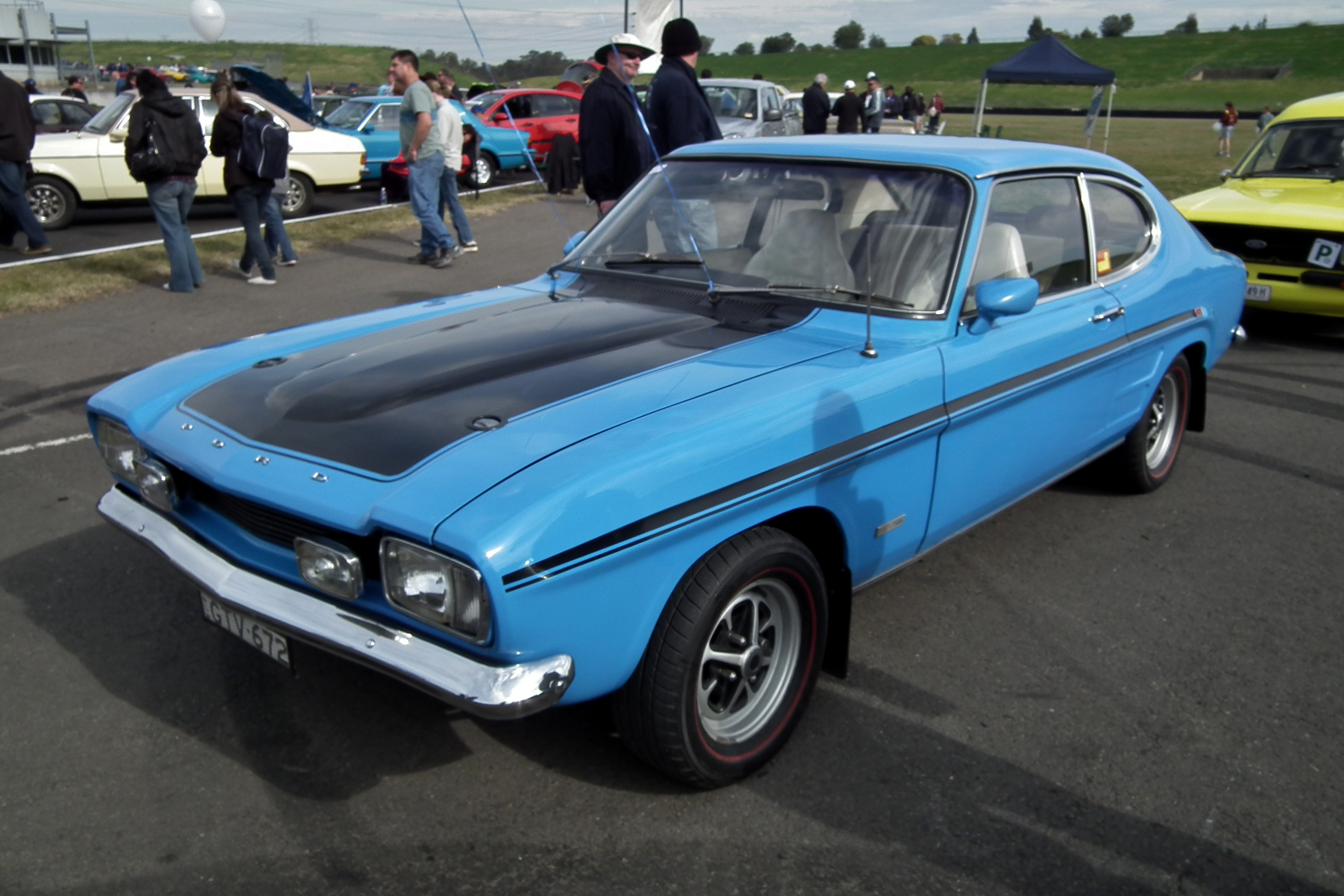
Ford Capri (1972)

- Alfa Romeo Giulia GT (Basis: Alfa Romeo Giulia Limousine)
- Fiat 124 Coupé
- Fiat 850 Coupé
- Ford Capri
- Glas GT
- Simca 1000 Coupé Bertone / Simca 1200 S

1970er/1980er
- Alfa Romeo Alfasud Sprint

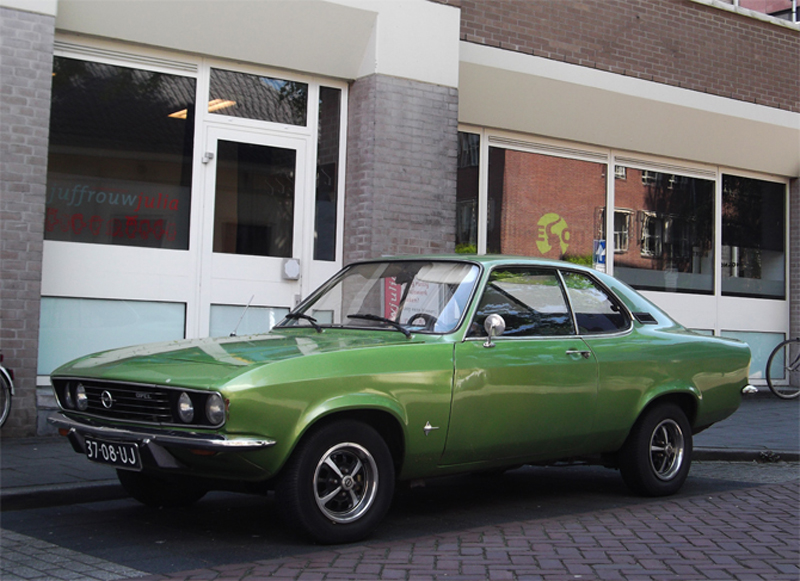
Opel Manta A (1970)

- Alfa Romeo GTV (Basis: Alfa Romeo Alfetta)
- Audi Coupé B2 (Basis: Audi 80 B2)
- Fiat 128 Sport Coupé
- Ford Capri
- Honda CRX (Basis: Honda Civic)
- Lancia Beta Coupé
- Matra-Simca Bagheera
- Opel Manta (Basis: Opel Ascona)
- Talbot-Matra Murena
- Toyota Celica (Basis: Toyota Carina)
- VW Scirocco (Basis: VW Golf I)

1990er
- Alfa Romeo GTV 916

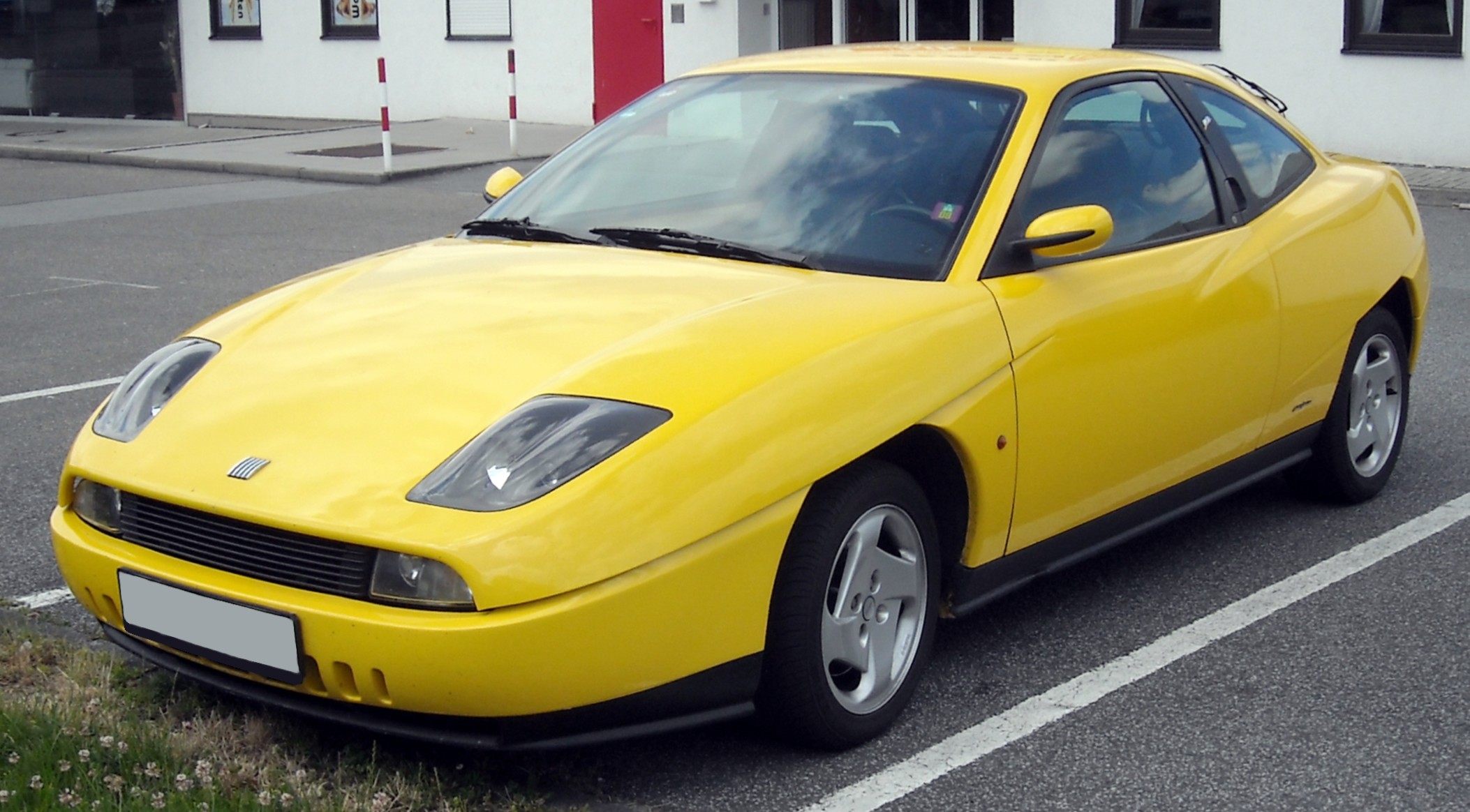
Fiat Coupé (1994)

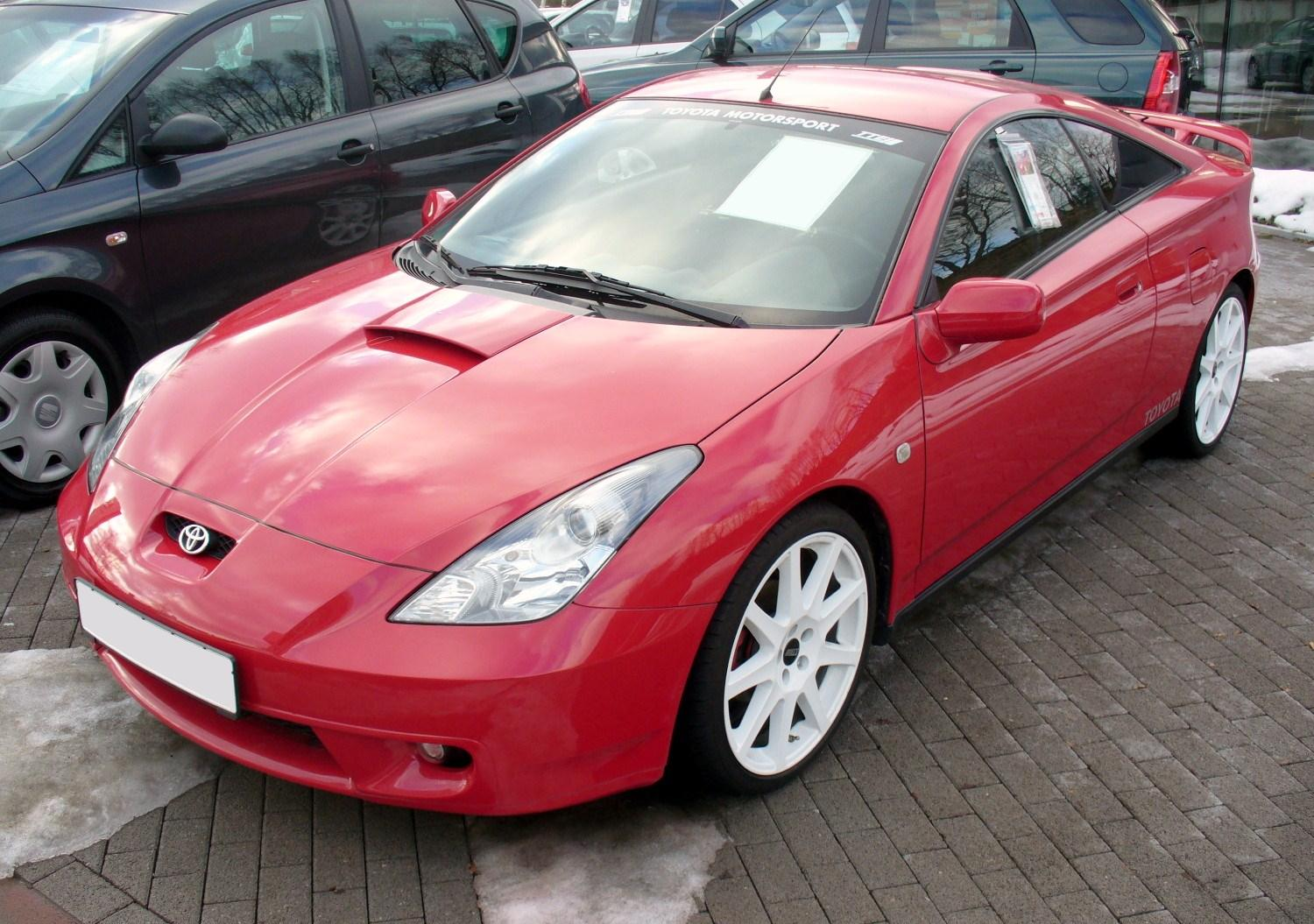
Toyota Celica (1999)

- Audi Coupé B3 (Basis: Audi 80 B3)
- Fiat Coupé (Basis: Fiat Tipo)
- Ford Probe (Basis: Mazda 626)
- Ford Cougar (1998–2002, Basis: Ford Mondeo)
- Ford Puma (1997–2001, Basis: Ford Fiesta)
- Hyundai Coupé (1996–2009)
- Mazda MX-3 (Basis: Mazda 323/Protegé)
- Mazda MX-6 (Basis: Mazda 626)
- Mercedes-Benz CLK-Klasse (1997–2010)
- Mitsubishi Eclipse (1990–2012)
- Opel Calibra (Basis: Opel Vectra A)
- Opel Tigra (1994–2001, Basis: Opel Corsa)
- Seat Cordoba SX (Basis: Seat Ibiza II)
- Toyota Celica (Basis: Toyota Carina)
- VW Corrado (Basis: VW Golf II)

2000er

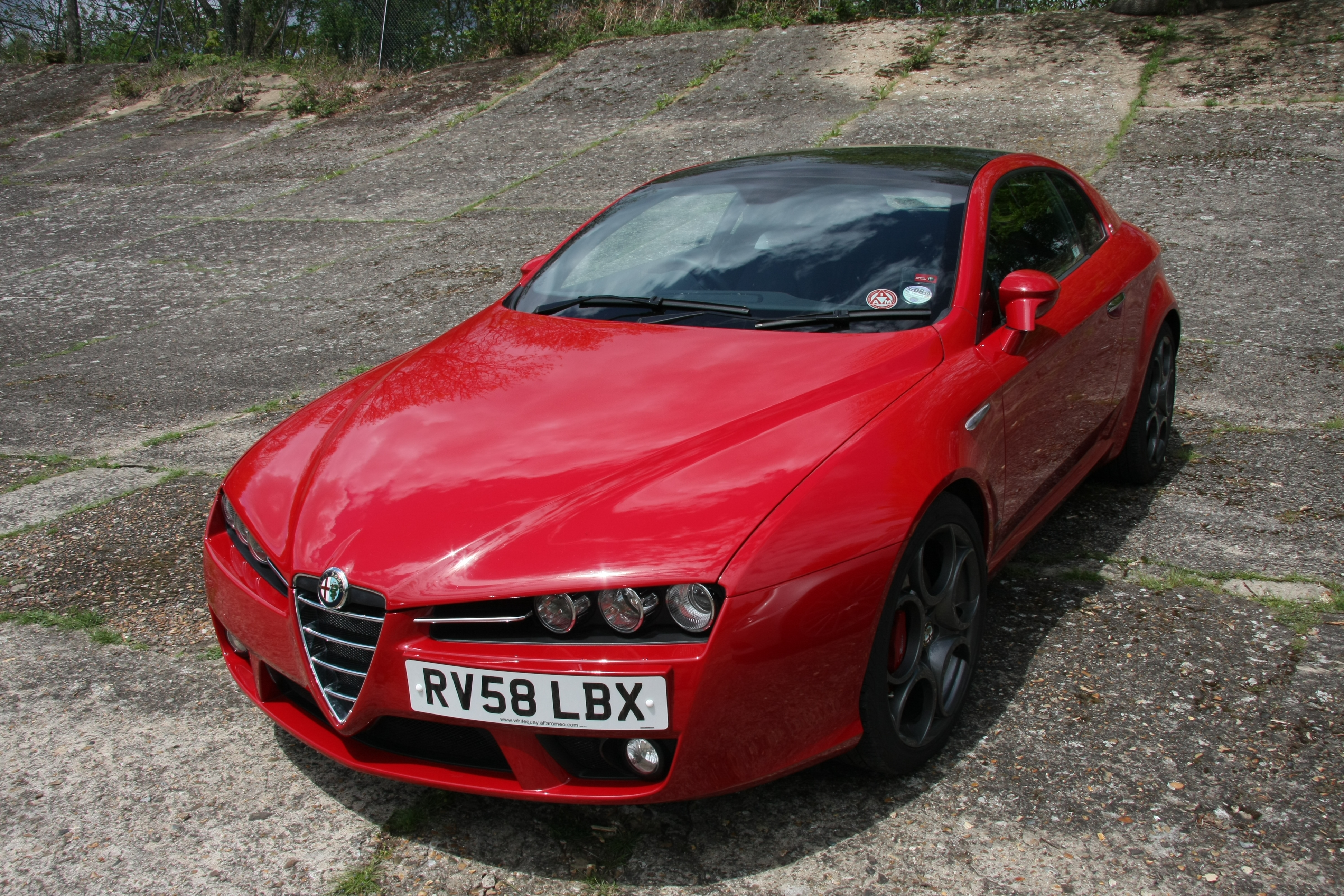
Alfa Romeo Brera (2005)

- Acura RSX (2002–2006, Basis: Honda Civic/Honda Integra)
- Alfa Romeo Brera (2005–2010)
- Alfa Romeo GT (2003–2010)
- BMW 1er Coupé (2007–2013)
- Hyundai Genesis Coupe (2008–2016)
- Opel Astra G Coupé (2000–2004)
- Mercedes-Benz C-Klasse Sportcoupé (2000–2011, ab 2008 als CLC)
- Renault Mégane Coupé (2009–2012)

2010er
- BMW 2er Coupé (F22, 2013–2021)
- Honda Civic Coupé (2016–2020)

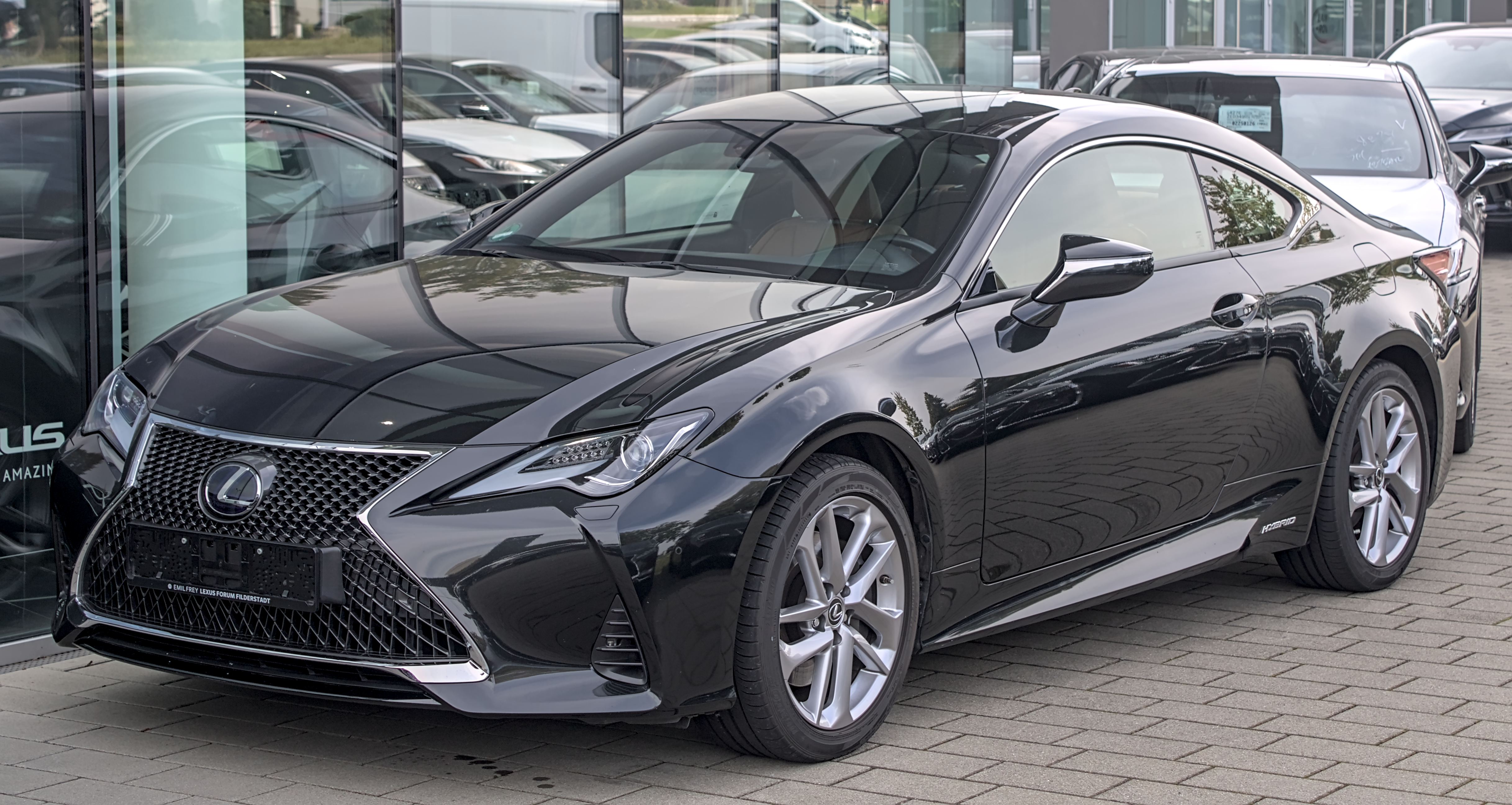
Lexus RC (2015)

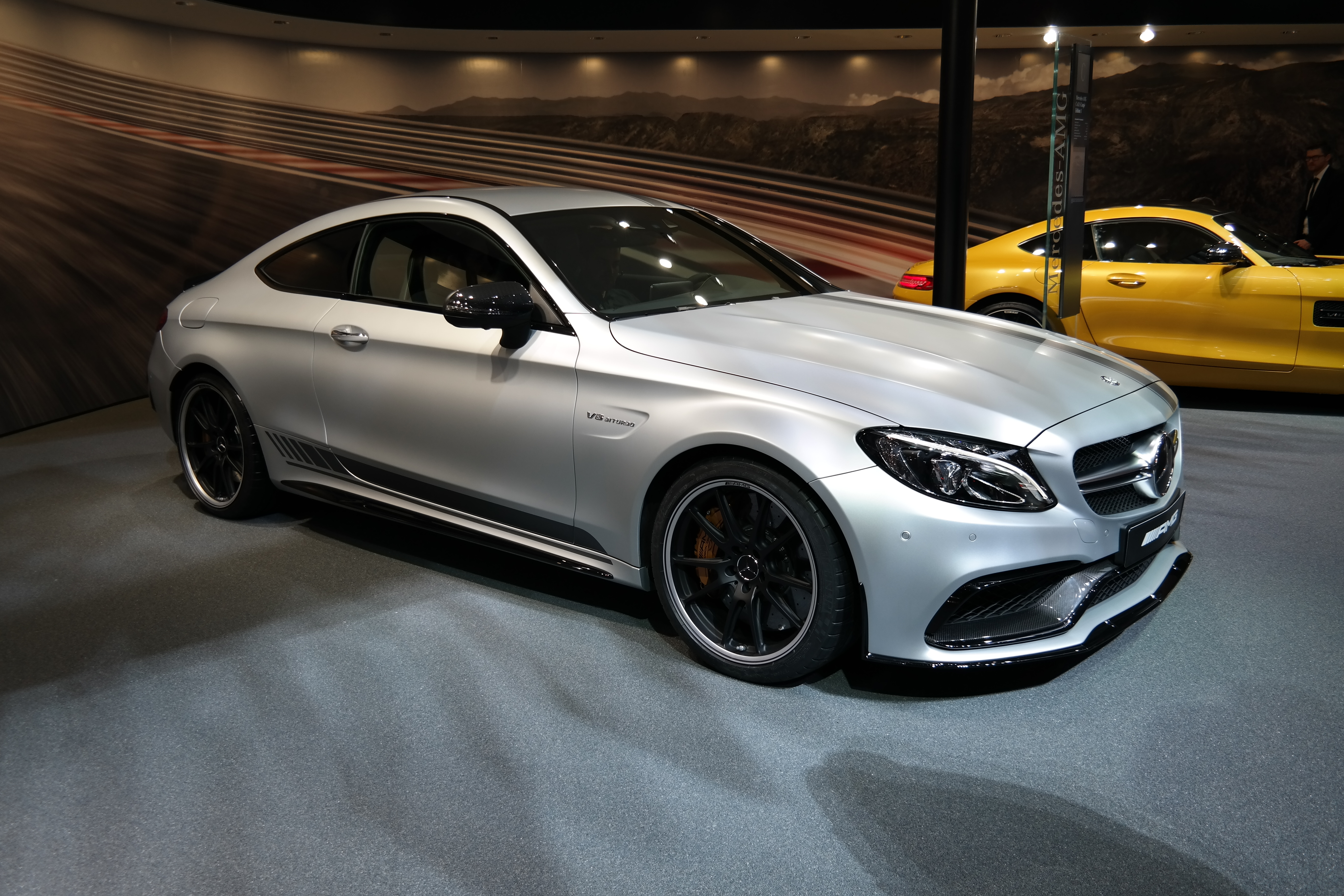
Mercedes C-Klasse Coupé (2015)

- Honda CR-Z (2010–2016, Basis: Honda Insight)
- Hyundai Veloster (2011–2022)
- Lexus RC (seit 2015)
- Mercedes C-Klasse Coupé (C 205, 2015–2023)

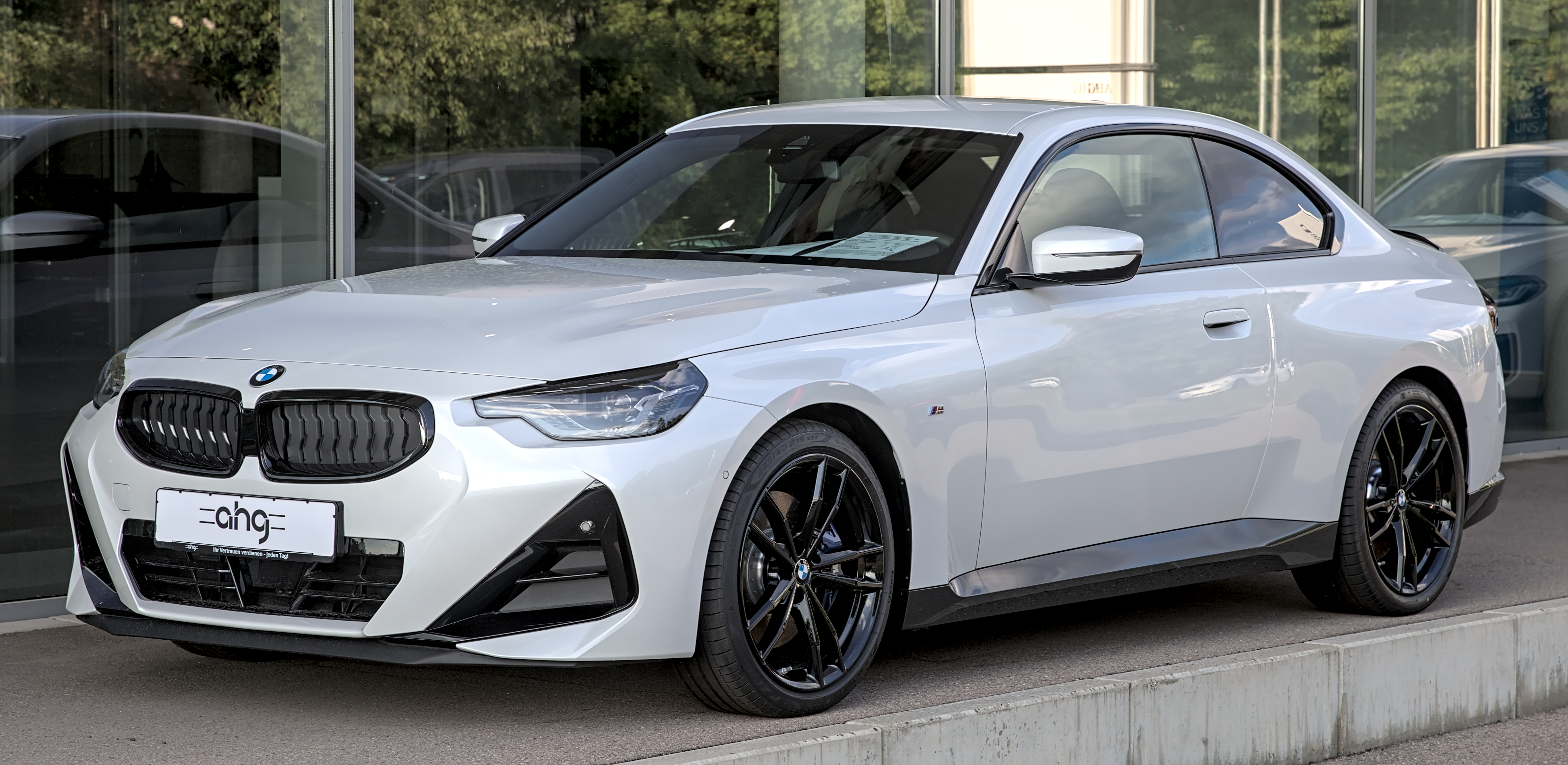
BMW 2er Coupé (2021)

- Peugeot RCZ (2010–2015)
- Toyota GT86 (2012–2020)
- VW Scirocco III (2008–2017)

2020er und aktuelle Baureihen
- BMW 2er Coupé (G42, seit 2021)
- Toyota GR86 (seit 2021)